# Кристоф, Манфред
Манфред Кристоф (нем. Manfred Christoph, род. 28 мая 1931, Дюссельдорф) — немецкий шахматист, национальный мастер.
Чемпион ФРГ 1969 г. Любопытно, что изначально Кристоф не должен был играть в чемпионате. Он был резервным участником получил место в турнире за 2 дня до его начала после отказа одного из основных участников. На старте турнира Кристоф набрал 7 очков из 8, а после ничьей в 9-м туре одержал еще 2 победы. Он обеспечил себе звание чемпиона за 3 тура до окончания соревнования.
В составе сборной ФРГ участник командного чемпионата Европы 1973 г., Кубка Клары Бенедикт 1970 г. (сборная стала бронзовым призером соревнования), командных турниров северных стран 1973 и 1975 гг. (в 1975 г. сборная стала победителем соревнования), ряда международных матчей.

## Основные спортивные результаты
| Год         | Город       | Соревнование                                             | + | − | =  | Результат | Место         |
| ----------- | ----------- | -------------------------------------------------------- | - | - | -- | --------- | ------------- |
| 1950        | Детмольд    | Турнир немецких шахматистов                              | 3 | 1 | 3  | 4½ из 7   | 2             |
| 1952        | Детмольд    | Турнир немецких шахматистов                              | 3 | 1 | 3  | 4½ из 7   | 3—5           |
| 1953        | Берлин      | Чемпионат ФРГ                                            | 1 | 3 | 11 | 6½ из 15  | 11—12         |
| 1965 / 1966 | Гастингс    | Международный турнир (побочный турнир)                   |   |   |    |           |               |
| 1969        | Кёнигсфельд | Чемпионат ФРГ                                            | 9 | 1 | 5  | 11½ из 15 | 1             |
| 1970        | Пейнтон     | Кубок Клары Бенедикт (сборная ФРГ, ?-я доска)            | 2 | 1 | 2  | 3 из 5    | Команда — 3-я |
|             | Фёльклинген | Чемпионат ФРГ                                            | 5 | 7 | 3  | 6½ из 15  | 27—31         |
|             | Хенгело     | Матч Нидерланды — ФРГ (против Я. Тиммана)                |   | 1 |    |           |               |
| 1971        | Люксембург  | Международный турнир                                     | 3 | 5 | 1  | 3½ из 9   | 6—7           |
|             | Берлебург   | Матч ФРГ — Дания (против Т. Бьерре)                      | 1 | 0 | 1  | 1½ из 2   |               |
| 1972        | Аттендорн   | Матч Англия — ФРГ (5-я доска, против Р. Вейда)           | 2 | 0 | 0  | 2 из 2    |               |
| 1973        | Бат         | Командный чемпионат Европы (сборная ФРГ, 7-я доска)      | 2 | 2 | 2  | 3 из 6    |               |
|             | Рибе        | Командный турнир северных стран (сборная ФРГ, ?-я доска) | 1 | 4 | 0  | 1 из 5    |               |
| 1974        | Бад-Айблинг | Матч ФРГ — Нидерланды (против Х. Бауместера)             | 0 | 0 | 2  | 1 из 2    |               |
| 1975        | Хиндос      | Командный турнир северных стран (сборная ФРГ, ?-я доска) | 1 | 4 | 0  | 1 из 5    | Команда — 1-я |